# Tønsbergfjorden
Tønsbergfjorden strækker sig i retningen nord-syd mellem øerne Tjøme og Nøtterøy i øst og Sandefjord og Stokke i vest fra den ydre del af Oslofjorden i syd mod Tønsberg i nord, i Vestfold og Telemark fylke i Norge. Fjorden er ca. 25 km lang. Den har forbindelse til Oslofjorden gennem Vrengensundet og Kanalen i Tønsberg. Indsejlingen til Tønsbergfjorden markeres af sømærket Tønsberg tønde, sydligst og yderst på Østerøya i Sandefjord kommune. Der ligger flere kendte øer i Tønsbergfjorden: Hudø eller Hui, Veierland og Håøya er de mest kendte. Hvor fjorden deles i to af Veierland hedder det Tjømekjæla mod øst, og Vestkjæla mod fastlandet i vest.
Den del af Tønsbergfjorden som ligger vest for Nøtterøy kaldes også for Vestfjorden. Den inderste del af fjorden kaldes Byfjorden.
59°10′10″N 10°20′29″Ø / 59.16944°N 10.34139°Ø